# Kuširo
Kuširo (japonsky 釧路市, Kuširo-ši) je japonské město na ostrově Hokkaidó, hlavní město podprefektury Kuširo. Je důležitým přístavem a s přibližně 184 000 obyvateli (stav v roce 2011) je nejlidnatějším městem na východě Hokkaida. Kuširo získalo městský status v roce 1922.
Ve městě působí hokejový klub Nippon Paper Cranes, účastník Asijské hokejové ligy.

## Partnerská města
- Burnaby, Kanada (1965)

- Cholmsk, Rusko (1975)
- Petropavlovsk-Kamčatskij, Rusko (1998)
- Port Stephens, Austrálie (1994)